# Cnestis palala
Cnestis palala là một loài thực vật có hoa trong họ Connaraceae. Loài này được (Lour.) Merr. mô tả khoa học đầu tiên năm 1922.